# Csendes (település)
Csendes (ukránul: Тишів [Tisiv]) falu Ukrajnában, Kárpátalja Munkácsi járásában.

## Fekvése
Volóctól északnyugatra, Szolyvától északra, Katlanfalu és Bekesz közt fekvő település. Áthalad a falun az M 06-os nemzetközi út Munkács–Lviv közötti szakasza.

## Nevének eredete
A falu neve szláv személynévi eredetű. A Tiso személynév birtoklást kifejező -ova képzős alakjából keletkezett.  Nevét 1903-ban Csendes-re magyarosították.

## Története
Csendes, Tisova nevét 1630-ban Ti.zoua, 1648-ban Tisova, 1693-ban Tisow, 1773-ban Tisova, 1808-ban Tissova, 1851-ben Tissova, 1877-ben Timsova (Felső-), 1913-ban Csendes, 1925-ben Tišova néven írták.
1910-ben 283 lakosából 8 magyar, 32 német, 243 ruszin volt. Ebből 251 görögkatolikus, 31 izraelita volt.
A trianoni békeszerződés előtt Bereg vármegye Alsóvereckei Járásához tartozott.
1991-ben 500 körüli lakosa volt.

## Népessége
A 2001-es népszámlálás során a lakosság elérte az 510 főt, melynek 100%-a ukrán anyanyelvű.

## Nevezetességek
- Görögkatolikus fatemploma és tornya a 18. században épült. Az épület hosszúhajós, megkettőzött tetőzettel ellátott és a bejárati része felett emelkedik a négyzetes, hagymasisakos tornya. A torony érdekessége, hogy a szentély feletti kis huszártornyán kívül két kis torony emelkedik a hajó és a szentély találkozásánál is. A templomnak a bejárat előtt nyitott tornáca is van.

Zömök, négyzetes, pagodaszerű tetőzetű, galériás, sátortetős harangtornya a templomtól külön álló épület.
Különálló település volt egykor az ide csatolt medvefalva is:

### Medvefalva
Medvefalva, Medvezsa nevét 1648-ban Meduesse, majd  1693-ban Medwezia, 1808-ban pedig Medvesa,  Medvessa,  1944-ben pedig 
Medvezsa, Медвежое  néven említették az oklevelek.
A Medvezsa helységnév talán ruszin víznévi eredetű, a név alapja a ruszin медвежый ’medvés’ melléknév nőnemű formája. 
A név  egy Medvezsa  voda~reka ’Medvés  víz,  folyó’  névből  keletkezhetett. Nevét az országos  helységnévrendezés  során, 1903-ban   a falu nevét Medvefalvára magyarosították.
A trianoni békeszerződés előtt Bereg vármegye Alsóvereczkei járásához tartozott. 1910-ben 113 lakosából 18 német, 95 ruszin volt. Ebből 95 görögkatolikus, 18 izraelita volt.
Medvefalva 1967-ben egyesült Tisovával.

## Külső hivatkozások
- Csendes görögkatolikus fatemploma s harangtornya (ukránul)